# Гаплогруппа E1b
Гаплогруппа E1b (P177) — гаплогруппа ДНК Y-хромосомы человека. Наряду с гаплогруппой E1a (M33) является частью гаплогруппы E1 (P147).
В свою очередь, E1b делится на три субклада: Гаплогруппа E1b*, Гаплогруппа E1b1 и Гаплогруппа E1b2.

## Происхождение
Гаплогруппа E1b возникла, вероятно, в Африке.
Относительно времени возникновения также нет единого мнения. Это связано с тем, что некоторые исследователи при определении возраста гаплогруппы используют так называемые эволюционные поправки Животовского, которые увеличивают первичный возраст примерно в 2-3 раза. Другие же исследователи не согласны с использованием этих поправок.

## Распространение
Гаплогруппа E1b встречается в Африке, Европе (Юго-Восточная и Южная) и Западной Азии.

### E1b*
В настоящее время не обнаружено ни одного мужчины парагруппы E1b1*.

### E1b1
Гаплогруппа E1b1 (P2) является субкладом гаплогруппы E1b и встречается в Африке, Европе (Юго-Восточная и Южная) и Западной Азии.

### E1b2
Гаплогруппа E1b2 (P75) является субкладом гаплогруппы E1b. E1b2 (P75), вероятно, очень малочисленная. Об открытии гаплогруппы E1b2 (P75) было объявлено Hammer и соавторами в 2003 году и подтверждено Karafet и соавторами в 2008 году.